# Unwritten Law (album)
Unwritten Law è il terzo album in studio del gruppo pop punk statunitense Unwritten Law, pubblicato nel 1998.

## Tracce
1. Harmonic – 3:42
2. Teenage Suicide – 2:50
3. Sorry – 2:58
4. California Sky – 3:00
5. Cailin – 3:56
6. Lonesome – 3:24
7. Coffin Text – 2:59
8. Holiday – 2:56
9. Underground – 3:10
10. Close Your Eyes – 2:41
11. Before I Go – 4:25
12. Genocide + 418 – 9:11

## Formazione
Gruppo
- Scott Russo - voce
- Steve Morris - chitarra
- Rob Brewer - chitarra
- Wade Youman - batteria, percussioni

Altri musicisti
- Micah Albao - basso
- Rick Parashar - piano, tastiere, tambura
- Geoff Turner - DJ
- Erik Aho - chitarra (in Cailin)
- Brandon Boyd - voce, didgeridoo (in 418)
- Mike Einziger - chitarra (in 418)
- Craig Yarnold - cori (in Holiday)